# Jan Skowron (malarz)
Jan Skowron (ur. 12 kwietnia 1885 w Rytwianach, zm. 10 maja 1965 w Staszowie) – malarz i literat. Artysta-legionista, który figuruje w spisie legionistów w Muzeum Józefa Piłsudskiego w Sulejówku.

## Życiorys
W latach 1906–1913 studiował na ASP w Krakowie w pracowniach prof. T. Axentowicza, W. Weissa i F. Ruszczyca oraz w Dreźnie w pracowni prof. Otto Gussmanna. Brał udział w walkach niepodległościowych w 1915, walcząc w I Brygadzie Legionów pod dowództwem J. Piłsudskiego. Wówczas namalował m.in. Mogiły poległych legionistów 99 pułku pod Konarami (Muzeum Narodowe w Krakowie). Po zakończeniu I wojny światowej zamieszkał w Staszowie, gdzie pracował jako nauczyciel rysunków w gimnazjum.
Podczas okupacji niemieckiej stał się dokumentalistą umierającego świata żydowskiego. Najbardziej wstrząsającym obrazem z tamtego okresu jest obraz Wysiedlenie Żydów ze staszowskiego getta, powstały po krwawej niedzieli, 8 listopada 1942 roku.
Wystawiał swoje obrazy m.in. w Towarzystwie Sztuk Pięknych w Krakowie i w Towarzystwie Zachęty Sztuk Pięknych w Warszawie. Jego twórczość obejmuje technikę olejną, pastelową, jak i akwarelę. Malował obrazy o tematyce historycznej, pejzaże miejskie i wiejskie, sceny rodzajowe, martwe natury oraz portrety. Chociaż był przede wszystkim malarzem, to również sporo czasu poświęcał literaturze. Pisał wiersze, poematy, opowiadania, nowele, sztuki dramatyczne i powieści.

## Twórczość literacka
- Ewa, Wydawnictwo Diecezjalne, Sandomierz 2021, ISBN 978-83-961529-0-9
- Wysiedlenie, Wydawnictwo Diecezjalne, Sandomierz 2022, ISBN 978-83-961529-1-6
- Jaśnie panowie, Wydawnictwo Diecezjalne, Sandomierz 2023, ISBN 978-83-961529-4-7

## Galeria

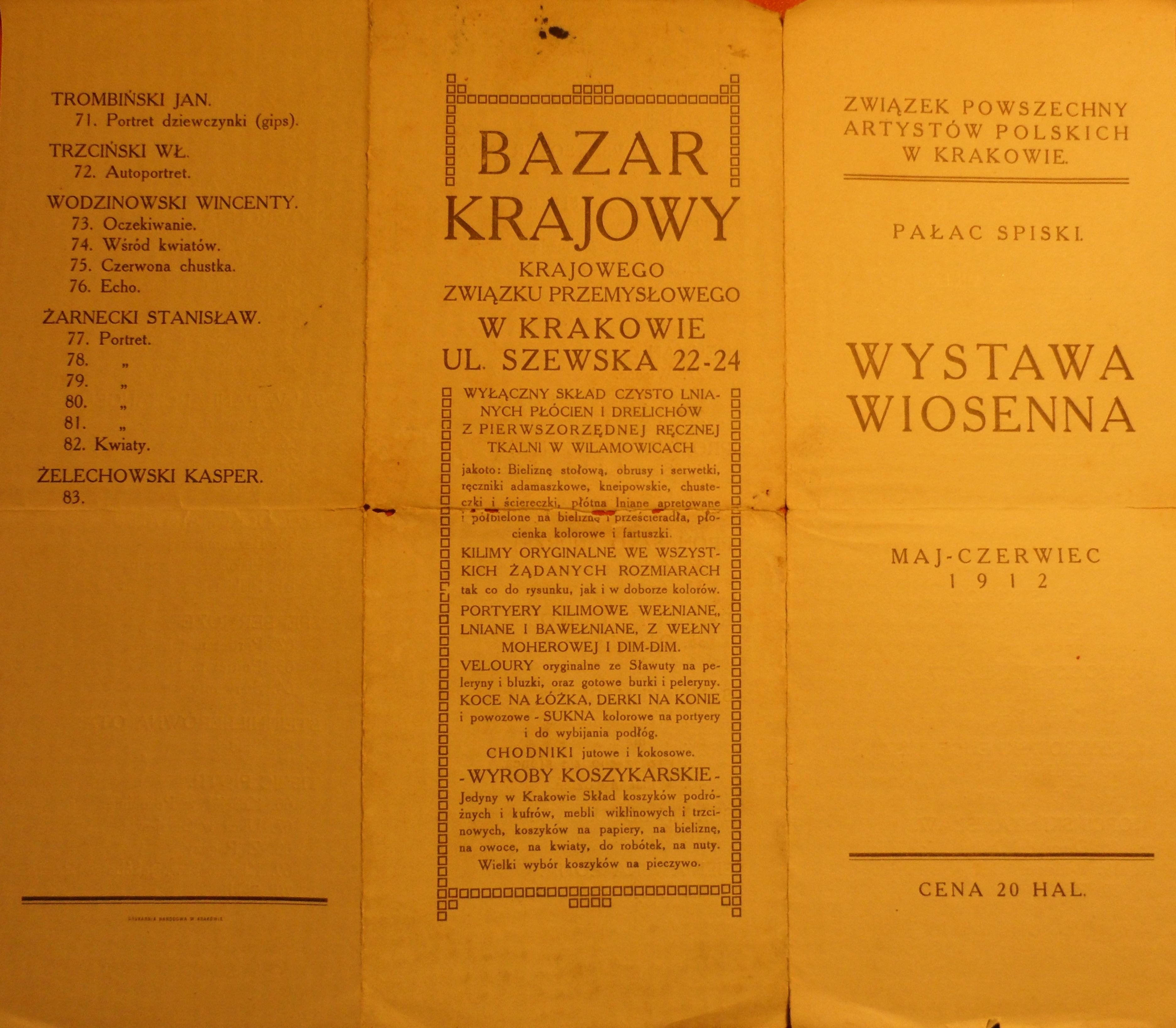
ZPAP w Krakowie, katalog „Wystawa Wiosenna”, 1912, Pałac Spiski
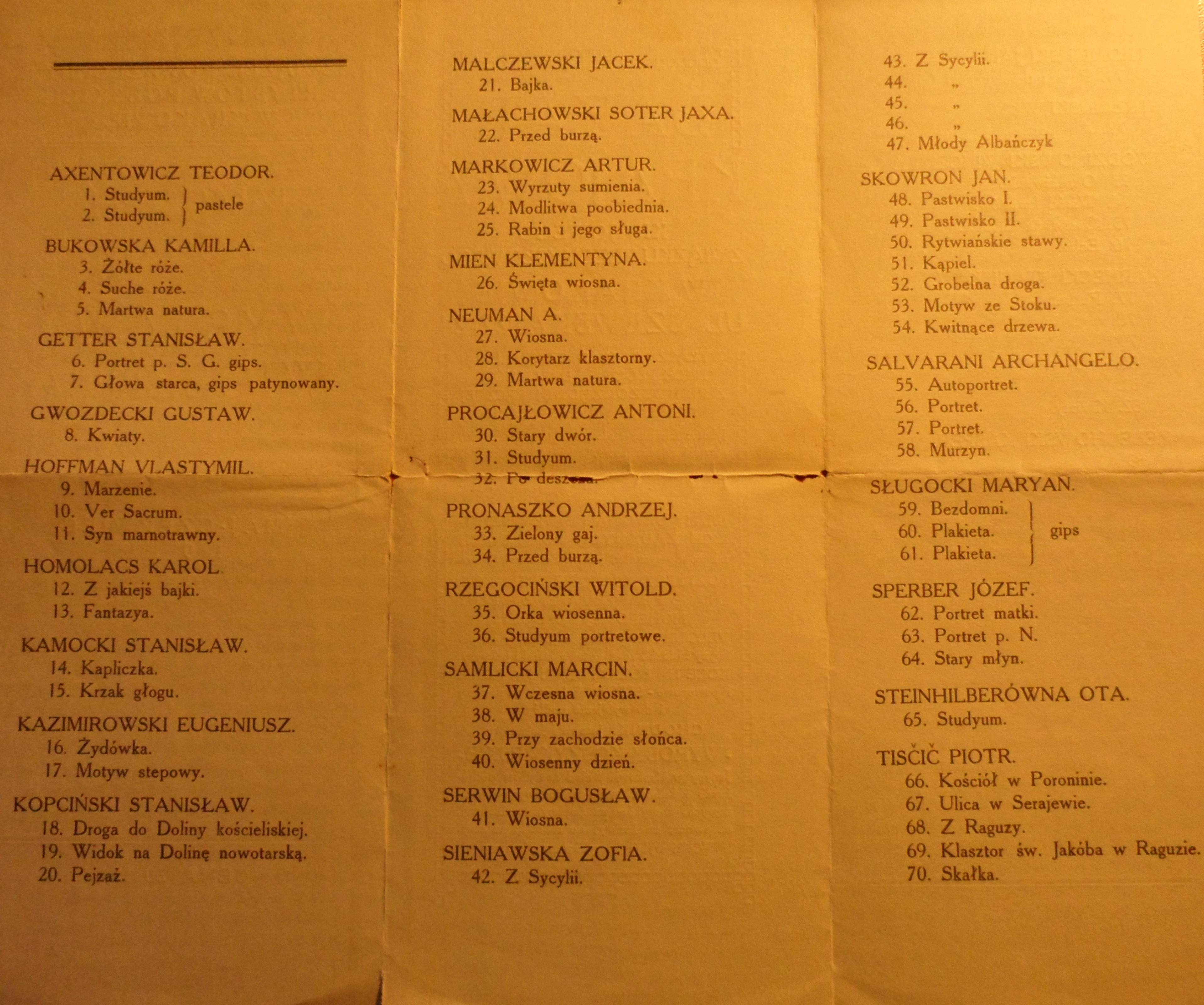
ZPAP w Krakowie, katalog „Wystawa Wiosenna”, 1912, Pałac Spiski